# Boissonneaua
Boissonneaua je rod u porodici ptica Trochilidae. Obuhvaća tri do sada identificirane vrste, sa staništem uglavnom na teritoriju Južne Amerike.

## Vrste
- Boissonneaua flavescens (Loddiges, 1832)
- Boissonneaua flavescens flavescens (Loddiges, 1832)
- Boissonneaua flavescens tinochlora Oberholser, 1902
- Boissonneaua jardini (Bourcier, 1851)
- Boissonneaua matthewsii (Bourcier, 1847)

## Vanjske poveznice
- Boissonneaua
- [neaktivna poveznica]

|  | Zajednički poslužitelj ima još gradiva o temi Boissonneaua |
|  | Wikivrste imaju podatke o taksonu Boissonneaua             |